# Srbské království (středověk)
Království srbské (srbsky Краљевина Србија, Kraljevina Srbija, latinsky Regnum Serbiæ, řecky Βασίλειο της Σερβίας) neboli Srbské království (srbsky Српско краљевство, Srpsko kraljevstvo), také známé jako Království Srbů (srbsky Краљевина Срба, Kraljevina Srba), byl srbský středověký stát na Balkánském poloostrově, který se od roku 1217 do roku 1346 rozkládal na území moderních států Srbska, Kosova a Černé Hory (Zeta). Království vládla dynastie Nemanjićů. Původně velká župa známá jako Raška, se stala královstvím po nástupu Štěpána Nemanjiće na trůn. Na krále byl korunován jeho bratrem arcibiskupem Sávou poté, co zdědil všechna území sjednocená jejich otcem srbským velkým županem Štěpánem Nemanjem. O Vánocích roku 1346 se král Štěpán Uroš IV. Dušan prohlásil srbským carem. 16. dubna byl Štěpán v makedonském Skopje korunován novým srbským patriarchou na „cara a samovládce Srbů a Řeků“ (tj. Římanů). Království tak bylo povýšeno na carství konkurující samotné Byzanci a rozrostlo se o Makedonii (vyjma Soluně), Thessálii, Epirus, Albánii (vyjma Dyrrhachionu a Buthrota), Akarnánii a Aitólii. Srbská říše za Dušanovy vlády téměř zdvojnásobila svá území a načas se stala nejmocnějším státem na Balkáně, když zastínilo Bulharsko a i Byzanc, dřívějšího suveréna, která se však nyní musela bránit srbskému i osmanskému tlaku.